# Länsväg 113
Länsväg 113 är en länsväg i Eslövs kommun i Skåne län. Den löper mellan Gårdstånga, Eslöv och Stockamöllan. Den är 21 km lång.
Vägen ansluter till:
- E22
- Riksväg 17
- Riksväg 13

## Historia
Från 1940-talet kallades vägen Gårdstånga-Stockamöllan länsväg 55, men bytte år 1962 nummer till riksväg 19, som då gick vidare till  Klippan. År 1985 bytte väg 19 mellan Gårdstånga-Stockamöllan nummer till länsväg 113, medan väg 19 norr om Stockamöllan med riksväg 13. Norr om Eslöv går väg 113 i samma sträckning som vägen från 1940-talet. Förbi och söder om Eslöv är det en väg byggd på 1980-talet.
Före år 1962 kallades sträckan Värnamo-Växjö för Länsväg 113 men 1962 bytte den vägen namn till Riksväg 27, som idag är förlängd i båda ändar till Göteborg respektive Karlskrona.